# Woodsia cystopteroides
Woodsia cystopteroides är en hällebräkenväxtart som beskrevs av Michael D. Windham och Mickel. Woodsia cystopteroides ingår i släktet Woodsia och familjen Woodsiaceae. Inga underarter finns listade.